# Trinacria (traghetto)
Trinacria è una nave traghetto bidirezionale di proprietà di Bluferries, società del gruppo Ferrovie dello Stato Italiane. È entrata in servizio il 6 febbraio 2019 e presta servizio nello stretto di Messina tra i porti di Villa San Giovanni e Messina o l'approdo di Tremestieri.
Costruita nel 2016 dalla società greca Ocean Freedom Shipping Company presso i cantieri navali di Megatechnica SA Shipyards, a Perama, in Grecia. La nave è adibita al solo trasporto di mezzi gommati e passeggeri ed è dotata di quattro propulsori orientabili a 360°, che le consentono una ampia capacità di manovra.
Viene varata il 18 giugno 2018 con il nome Okeanos I, è stata rinominata Trinacria a settembre.
Parte il 19 ottobre 2018 da Perama (Grecia) trainato dal rimorchiatore Sant'Antonio Primo.
Arriva a Messina il 23 ottobre 2018 assistita dai rimorchiatori Megrez e Capo d'Orlando del porto di Messina
Il 22 novembre 2018 viene inaugurata al molo norimberga.
Il 31 gennaio 2019, dopo tre mesi dal suo arrivo, è uscita per la prima volta dal porto di Messina con i propri motori effettuando delle prove di approdo nei porti di Messina, Tremestieri e Villa San Giovanni, entrando ufficialmente in servizio il 6 febbraio 2019.

## Navi gemelle
- Sikania
- Athena